# Fernão Fernandes Branco
Fernão Fernandes Branco (1128 - 1180) foi um nobre do Reino de Portugal cuja origem se encontra num dos ramos dos Senhores de Marnel. Nasceu no extremo Sul da Santa Maria da Feira e mais tarde durante o reinado de Afonso II de Portugal desloca-se para Norte do território, para o julgado de Vila Nova de Gaia, onde exerceu importantes funções. Veio a fixar-se no espaço entre o Douro e o Minho.

## Relações familiares
Casou com Sancha Afonso (Nomães -?) de quem teve:
1. Martim Fernandes Pimentel casado com Sancha Martins, filha de Martim Fernandes de Riba de Vizela (? - 1160).